# Commiphora sphaerocarpa
Commiphora sphaerocarpa är en tvåhjärtbladig växtart som beskrevs av Emilio Chiovenda. Commiphora sphaerocarpa ingår i släktet Commiphora och familjen Burseraceae. Inga underarter finns listade i Catalogue of Life.